# Roggia Comuna
Il sistema idrico della roggia Comuna è un complesso irriguo formato da rami idrici differenti ma con denominazioni simili, a formare un'unità idrografica. Le origini del sistema sono di derivazione (dal fiume Adda), di sorgiva, meteorica e di scarico.

## Il ramo nord-occidentale
Uno dei rami d'impinguamento delle acque nasce presso Cassano d'Adda dove, in sponda sinistra del fiume Adda, ha inizio il canale Retorto, un corso d'acqua di cui è nota la sua presenza già nel XV secolo.
Nel 1927, tuttavia, con la costruzione della Centrale Rusca, nata per servire il Linificio e Canapificio Nazionale, i progettisti si posero il problema di ridare al canale l'acqua sottratta dall'Adda e lo fecero costruendo un fosso in sponda destra e realizzando una diga Poiret che permettesse di accumulare l'acqua spettante (21 m³/s) per cederla al Retorto.
Poche centinaia di metri a valle, in prossimità della località Cascate, il Retorto dà vita alla roggia Pandina e alla roggia Cremasca, un corso d'acqua in parte rettificato che, tra Agnadello ed Azzano, assume la denominazione di roggia Badessa. Tra Torlino Vimercati e la cascina Mirabellino s'incontra con il ramo nord-orientale.
Questo ramo è lungo complessivamente 14 km.

## Il ramo nord-orientale
Il ramo nord-orientale prende il nome di roggia Misana, ma talora è noto esso stesso con il nome di roggia Cremasca o, più raramente, roggia Vecchia Cremasca. Il corso d'acqua nasce dallo scaturimento di risorgive nel comune di Misano di Gera d'Adda, note con il nome di Fontanili dei Mosi, oppure Fonti Gaverine.
È certamente molto antica: se ne parla in un contratto datato 22 aprile 1374 quando viene citata una Rozia Magna che nasce "omnibus aquis acqueductibus et fontanibus decurentibus per territorium Misani”.
Un documento del XVIII secolo, poi, riporta con estrema precisione la descrizione della roggia: "La Cremasca, roggia che si forma nascendo da certe sorgenti e fontanili che sgorgano nel Territorio proprio del paese di Misano...".
Dalle origini all'incontro con la roggia Badessa il ramo è lungo 7,5 km.

## La Roggia Comuna
Il corso che deriva dai due rami unificati, alla quota di 90 m s.l.m., assume il nome di roggia Comuna: la denominazione deriva dal fatto che tutte le acque provenienti dal fiume Adda nel 1430 furono affidate dal Signore di Milano Filippo Maria Visconti alla Comunità di Crema che la gestì per molti secoli.
La Comuna attraversa gli agri di Scannabue, Palazzo Pignano e Bagnolo Cremasco fino alla località denominata "delle Tre Bocche", cosiddetta perché la roggia si divide in tre rami: uno occidentale, che raggiunge Chieve irrigando e dividendosi in numerosi bocchelli per l'irrigazione della sua campagna; uno verso sud-est verso Capergnanica, ed uno - il principale - verso oriente in direzione Ombriano, quindi prosegue verso Bolzone e termina il suo corso nel fiume Serio poco a valle di Montodine.
Questo ramo è lungo 22 km e la lunghezza totale complessiva è pari a 43,5 km.
La portata di competenza è pari a 11,60 m³/s per un comprensorio irrigato pari a 3.700 ha.
L'asta è gestita dal Consorzio di Irrigazione Roggia Comuna ed Unite (statuto redatto con atto del notaio Ferdinando Slerca nº 1732 e datato 19 luglio 1890).

## Luoghi storici
I Morti delle Tre Bocche: cimitero di tipo claustrale nato originariamente come luogo di sepoltura dei morti di peste, vi furono traslati nel 1705 i corpi dei soldati deceduti nella battaglia di Cassano d'Adda e qui trasportati dalle acque della roggia.
La Madonna dei Tre Ponti: a Ombriano, in prossimità dell'incrocio tra la Comuna e l'Alchinetta sorge a cavaliere di questa seconda roggia una cappella costruita per iniziativa della nobile famiglia Toffetti e ampliata dalla famiglia Rossi Martini.

## Galleria d'immagini

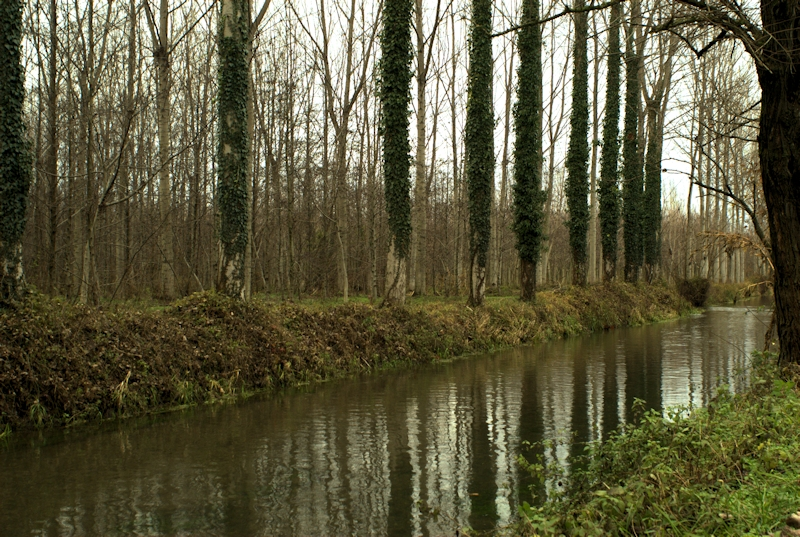
La roggia nel territorio di Capralba
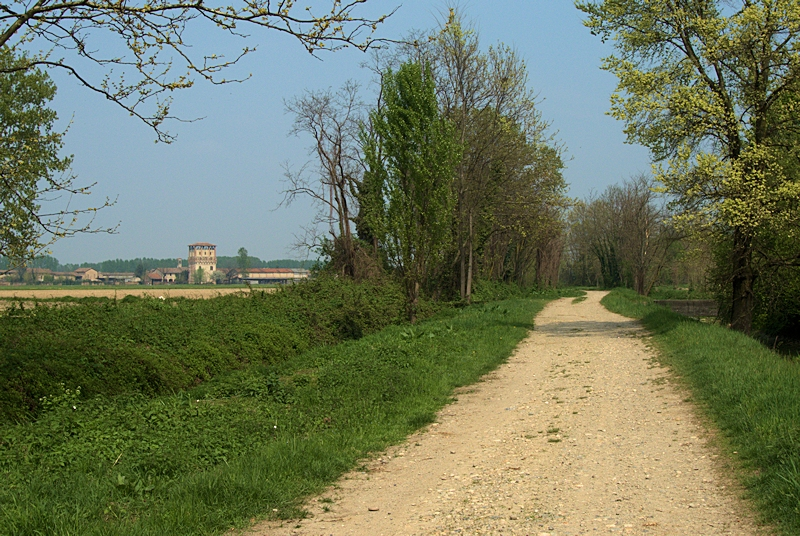
La roggia presso Azzano
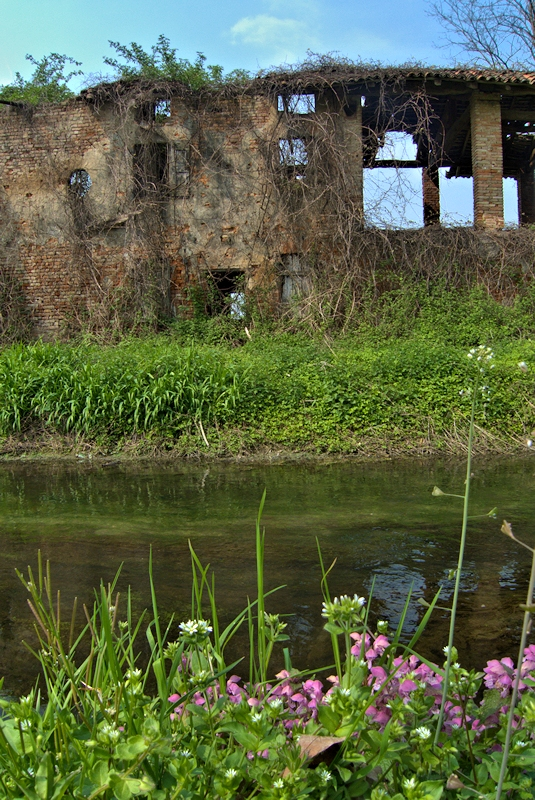
La roggia presso i ruderi della cascina Fiumicella di sopra